# شمس‌الدین سمرقندی
شمس‌الدین محمدبن اشرف حسینی سمرقندی ریاضیدان، اخترشناس و از منطق دانان مسلمان ایرانی بود که در حدود سال ۱۲۷۶ میلادی برآمد. او به عربی و گاه به فارسی می‌نوشت.

## آثار
شهرت او به‌خاطر رساله فی‌آداب‌البحث است، که اگر از روی شرح‌ها و تعلیقاتش داوری شود، رواج عظیمی یافت.
دو رسالهٴ دیگر دربارهٴ منطق نوشت، به نام کتاب القسطاس، و کتاب عین‌النظر فی المنطق. دو اصطلاح نظر و بحث در منطق اغلب به مفهوم نظریه و استدلال به کار می‌رود؛ و اهل البحث و النظر یعنی کسانی که در مباحثه‌های فلسفی کار آزموده‌اند.
آثار ریاضی او عبارت است از کتاب أشکال التأسیس (= قضایای بنیادی)، یا الرسالة الریاضیة دربارهٴ سی و پنج قضیهٴ مقالهٴ اول اصول اقلیدس، اعمال تقویم کواکب ثابته، دربارهٴ مواضع ستارگان ثابت در سال ۱۲۷۶–۱۲۷۷ نوشته شد. کتاب آخری به فارسی و بقیه به عربی نوشته شده‌است.
سمرقندی کتاب دیگری در باب اصول دین تألیف کرد به نام کتاب الصحائف. احتمال دارد او موٴلف واقعی یک رسالهٴ نجومی باشد که در ۱۳۲۳، از فارسی به یونانی ترجمه شد؛ ولی امکان دارد، موٴلف شخص دیگری به نام شمس‌الدین باشد (که نامی بسیار متداول بود) مثلاً شمس‌الدین محمدبن مبارکشاه بخارایی (وفات: حدود ۱۳۳۹ میلادی).

## منطق سمرقندی
وی در منطق نخست القسطاس را نوشته و سپس همان را برای عمادالدوله زکی ابراهیم بن صاحب جمال الدین محمد مؤمنی شرح کرده‌است. این کتاب در یک مقدمه و دو مقاله (تصورات و تصدیقات) تدوین یافته‌است. کاتبی در تدوین کتاب‌های خود مانند الشمسیة از او پیروی کرده‌است. قطب رازی در شرح المطالع از سخنان او بهره برده‌است. سمرقندی در این شرح از رازی، خونجی و ارموی بسیار یاد می‌کند.